# Марана (Грузия)
Марана (груз. მარანა) — село в Грузии, на территории Горийского муниципалитета края (мхаре) Шида-Картли.

## География
Село находится в центральной части Грузии, на левом берегу реки Малая Лиахви, на расстоянии приблизительно 14 километров (по прямой) к северу от города Гори, административного центра муниципалитета. Абсолютная высота — 766 метров над уровнем моря.

## Население
По результатам официальной переписи населения 2014 года в Маране проживало 526 человек (274 мужчины и 252 женщины). В национальной структуре населения грузины составляли 96,4 %, армяне — 1,7 %, осетины — 1,3 %.
| Год  | Население, человек |
| ---- | ------------------ |
| 2002 | 641                |
| 2014 | ↘ 526              |